# Portrait d'Isabelle d'Este (Titien)
Isabelle en noir ou le Portrait d'Isabelle d'Este (Titien) est une peinture à l'huile sur toile (102 × 64 cm) par Titien, datant de 1530-1539 et conservée au Kunsthistorisches Museum de Vienne. L'artiste et la datation sont considérés comme sûrs, mais il existe des doutes répétés (en dehors de la documentation du musée) sur la personne représentée.

## Description
Une jeune femme est représentée en demi-figure, assise sur une chaise avec accoudoir sur un fond sombre. Elle regarde fixement et légèrement vers la gauche et se caractérise par des cheveux blonds clairs, des yeux d'une rare couleur gris clair, des sourcils plats et un nez retroussé — globalement, pas conforme à l'idéal de beauté. Sur la tête, elle porte un balzo (une création d'Isabella d'Este à partir de 1509), un accessoire de mode très répandu dans le nord de l'Italie dans les années 1530. Ses vêtements sont sombres, les manches vertes avec des motifs, un chemisier orné d'or et une fourrure (probablement du lynx). La toile est probablement coupée à gauche et à droite.

## Histoire
Le tableau passa de la collection des Gonzague à Mantoue à la collection de l'archiduc Léopold-Guillaume de Habsbourg, où il apparait dans l'inventaire de 1659 sous le nom de Catherine Cornaro ("Reine de Chypre"). Une gravure sur une copie du tableau montre l’épigraphe "E Titiani prototypo P. P. Rubens exc. Isabella Estensis Francisisci Gonzagae March. Matovae uxor". Cette inscription est toutefois postérieure de trois ou quatre générations et de ce fait incertaine (analogue "Reine de Chypre"). 
Sur la base de cet épigraphe postdatée, Cavalcaselle a attribué le tableau à une commande passée à Titien par Isabelle d'Este, alors âgée de 60 ans (la commande est documentée par des correspondances): En 1534, cet artiste devait peindre son portrait à partir d'un portrait de Francesco Francia de 1511 (aujourd'hui considéré comme perdu). Au vu du produit final en 1536, Isabelle le commenta en ces termes: "Le portrait de Titien nous plaît tellement que nous doutons d'avoir été, à l'âge où il nous montre, de la beauté qu'il renferme." Il convient de noter que le modèle perdu de Francia avait été réalisé 25 ans auparavant in absentia à partir de descriptions orales et d’un dessin. Le dessin quant à lui aurait été réalisé par Léonard de Vinci autour de 1500 à savoir environ 11 ans plus tôt. Isabelle voulait apparemment que l'on se souvienne d'elle en tant que jeune fille belle et non comme une matrone. Le portrait d'Isabelle en rouge de Titien (dont il reste une seule copie de Rubens dans ledit musée), qui la représente plus âgée, lui avait probablement déplu, d'où cette deuxième commande. 
Dans les années 1930, Wilhelm Suida et Leandro Ozzola s'opposèrent à cette interprétation de Cavalcaselle. Il leur manquait une beauté flatteuse dans Isabelle en noir. En effet les experts n’étaient d'accord que sur le peintre et la datation.
Dans le catalogue de l'exposition Isabella d'Este de Vienne (1994) le tableau a par la suite été présenté comme étant "de la main de Titien, le plus grand portraitiste de tous les temps, sans aucun doute une représentation d’Isabella d’Este". La critique scientifique de l'exposition a de nouveau exprimé des doutes: "Pourquoi, si un lifting du visage a été commandé de manière si professionnelle, Titien aurait-il travaillé la toile de manière si insolente?"

## Le modèle

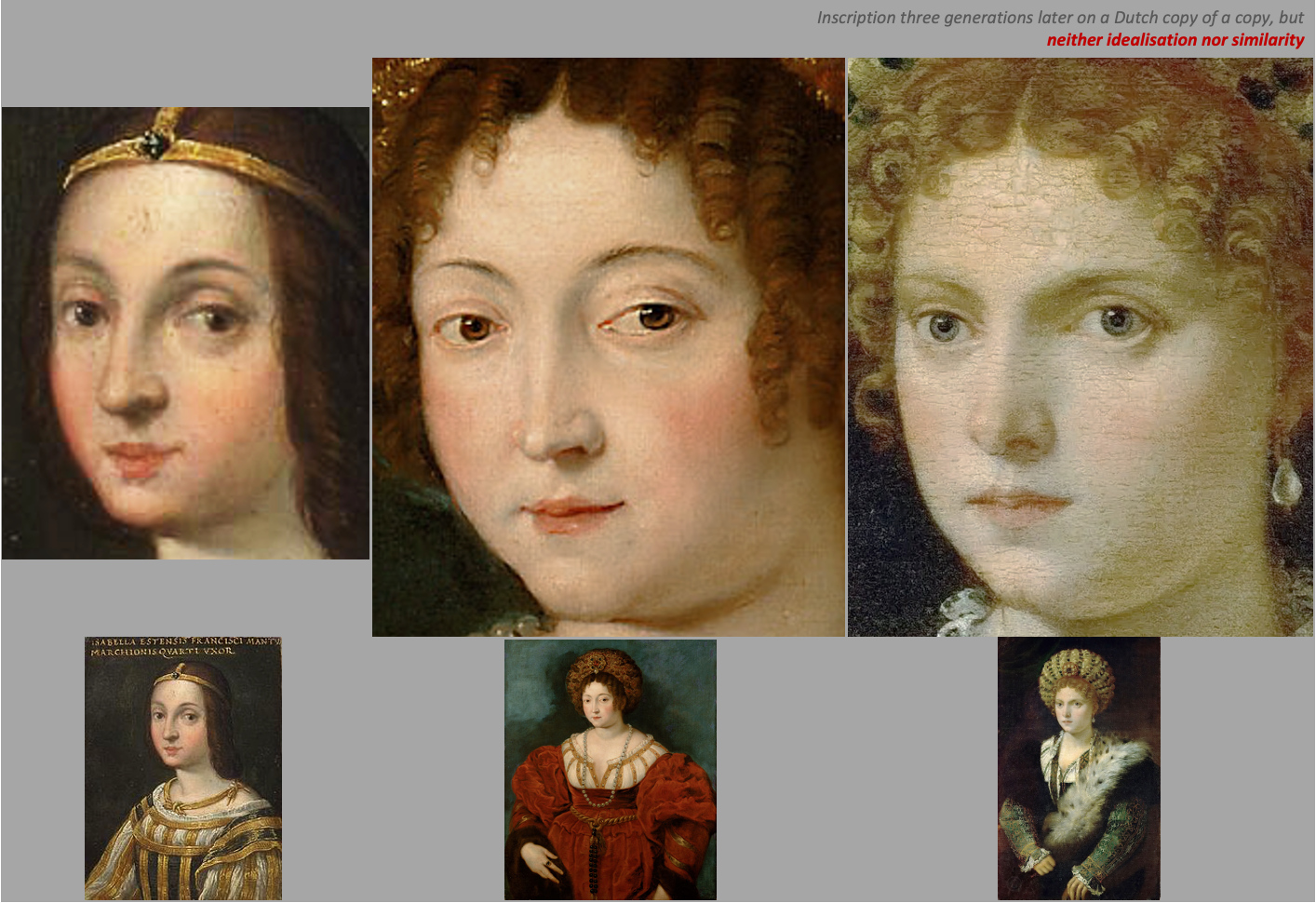
Les trois Portraits d'Isabelle d'Este en couleur au Kunsthistorisches Museum de Vienne - peut-être y compris des erreurs?

L'identification d'Isabelle en noir est incertaine. Malgré cela, le tableau est diffusé comme Isabella d'Este dans divers écrits sans aucune critique ni réserves - probablement parce qu'il s'agit d'un original de Titien (et que les autres identifications en couleur ne sont que des copies). 
Isabelle d'Este était si célèbre en tant que Prima donna del Mondo et icône de la mode que les nobles demandaient à pouvoir copier ses vêtements. Après sa mort, Divers portraits et représentations avec un balzo ont volontiers été identifiés (ou commercialisées) comme Isabelle. À la fin du siècle dernier, toutes les identifications en couleur ont été retirées en raison des contradictions qui en résultaient, à l'exception de trois portraits conservés au Kunsthistorisches Museum, qui eux aussi restent contradictoires (voir graphique à droite): Miniature d'Ambras  (anonyme du XVIe siècle), Isabelle en rouge (copie de Rubens vers 1606 d'après un original perdu du Titien vers 1524-30) et Isabelle en noir (Titien 1536).
Concernant l'identification d’Isabelle en noir les sujets à discussion sont le manque de ressemblance et l'absence d'idéalisation de la beauté. D’un autre côté, le successeur d'Isabelle d’Este (Marguerite Paleologo, dont la commande à Titien est aussi documentée en 1531) présente des caractéristiques personnelles similaires (y compris l'expression du visage et le regard fixe). 
Leandro Ozzola a publié comme alternative au portrait de Titien (et comme l’idéalisation d’après Francesco Francia en 1534-1536) La Bella à la Galerie Palatine à Florence.